# Mara Fumagalli
Pour les articles homonymes, voir Fumagalli.
Mara Fumagalli, née le 24 octobre 1987, est une coureuse cycliste italienne. Spécialiste de VTT cross-country, elle est notamment championne d'Europe de cross-country marathon en 2019.

## Biographie
Après avoir fait carrière dans le VTT cross-country, elle se spécialise dans le cross-country marathon en raison de problèmes physiques.
Lors de la saison 2017, elle est suspendue six mois pour négligence, soit jusqu'au 5 mai 2018. La veille des mondiaux de cross-country marathon l'un des médecins de l'équipe nationale a appliqué un spray contenant une substance interdite,. Fin août 2017, elle chute en compétition et doit être hospitalisée pour une opération à l'épaule. 
En 2018 et 2019, elle devient championne d'Italie de cross-country marathon. En 2019, elle est également championne d'Europe de cross-country marathon à Brno.
En septembre 2019, elle fait l'objet d'un contrôle positif et est suspendue provisoirement par la Fédération italienne de cyclisme. En octobre 2020, elle est suspendue quatre ans, du 25 septembre 2020 au 24 juillet 2024. Après l'expiration de sa suspension qui a été réduite, elle fait son retour à la compétition et termine troisième du championnat d'Italie de cross-country marathon en juin 2024.

## Palmarès en VTT

### Championnats du monde
- Laissac 2016
  - 5e du cross-country marathon
- Auronzo 2018
  - 4e du cross-country marathon

### Championnats d'Europe
- Brno 2019 
  -  Championne d'Europe de cross-country marathon
- Casella 2025
  -  Médaillée de bronze du cross-country marathon

### Championnats d'Italie
- 2014
  - 3e du cross-country
- 2015
  - 2e du cross-country marathon
  - 3e du cross-country
- 2018
  -  Championne d'Italie de cross-country marathon
- 2019
  -  Championne d'Italie de cross-country marathon